# ジョニー・アリディ
ジョニー・アリディ（ハリディ、アリデー、アリデ）（仏: Johnny Hallyday、1943年6月15日 - 2017年12月5日）は、フランス・パリ出身の歌手、俳優。

## 人物

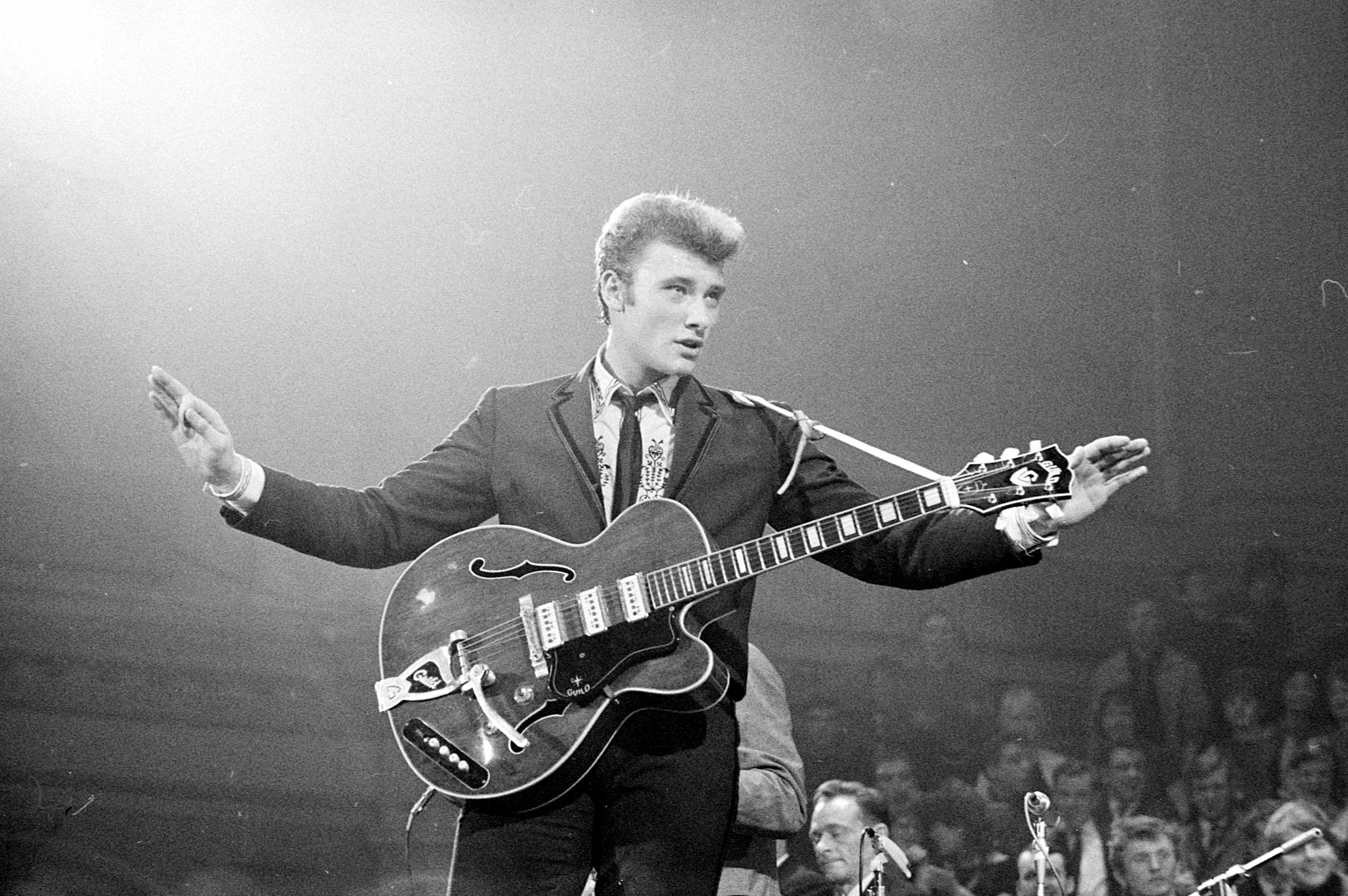
1963年3月31日

本名はJean-Philippe Smet（ジャン＝フィリップ・スメット）。ベルギー人の父親とフランス人の母親を持つといわれる。幼少から叔母（伯母）に育てられる。1960年17歳でデビュー、当初は主にエルヴィス・プレスリー等のアメリカン・ロックのカバー曲を歌う。生涯に亘ってフランス音楽界に君臨した国民的ロック歌手。代表曲は1969年の「Que Je t'aime」（ク・ジュ・テーム）。
日本公演は1度だけ(1973年1月)行われている。1978年6月には第7回東京音楽祭で審査員も務めた。ヴィブラートの効いたパワフルなボーカルが特徴的で、スタジアム・ライブで世代を超えて大観衆を魅了。しかしフランス語圏外では評価に恵まれず、日本では大成功を収めているシルヴィ・ヴァルタンの前夫として知られる。
1965年4月に人気絶頂20歳のシルヴィ・ヴァルタンと21歳で結婚、翌年1966年8月に一人息子で現在シンガー・ソングライターのダヴィド・アリディ（David Hallyday）が誕生。しかしトップ・スター同士の15年間（1965年4月から1980年11月）の比較的長い結婚期間は、公私共に日々マスコミに曝されて常に報道記事の対象であった。1966年9月にはジョニーが自殺未遂している。1973年に2人が初デュエットした「J'ai un Problème」（危険な関係）はフランスで大ヒットし第1位にランクされ、その夏に2人で2カ月間にわたるヨーロッパ・ツアーを行った。1978年夏にアルバム『Solitude』（孤独）からシングル「Elle m'oublie」（彼女は僕を忘れている）が大ヒット。1980年11月の離婚後も、フランス国民にとってシルヴィとジョニー（Sylvie & Johnny）は切り離せぬ永遠の伝説的スター・カップル。
激しい歌い方とその風貌、当初からのプレイボーイぶり、新進音楽家達の憧れの対象でもあり、アーティストとしての才能などが入り混じりフランス語圏のリスナーを魅了した。1970年代には複数のパレ・デ・スポール（Palais des Sports）公演を行い、その後はゼニットやベルシー・アレナなどでも公演を行っている。1980年代半ばからミシェル・ベルジェやジャン＝ジャック・ゴールドマンらの人気シンガーソングライターとコラボレーション。新譜発売する度にレコード・セールス・ナンバー1に躍り出た。1999年には一人息子でシンガーソングライターのダヴィド・アリディが全曲手掛けたアルバム『Sang pour sang』が、ヒット・チャートのトップを一カ月以上も走って話題となった。
2010年1月のフランス・テレビジョン（F2） のニュースによると、レコード・セールスやツアーなどで、2009年度フランス・セールス番付第1位。約半世紀の間歌い続け、常に大規模なスペクタクルとツアーの連続で家族と過ごす暇もない生活に、少々疲れ気味であると告白。2009年末から体調不良や手術等で例の66回国内外公演ツアーは途中キャンセルに追い込まれたがその後心身共に回復。2011年春に新譜『Jamais seul』を発売。これまで通りの高いセールスには到らなかったものの2週間トップを走る。

## 公演
1993年6月、50歳を祝いパリ市パルク・デ・プランス・スタジアムでメガ・コンサートを開催し3日間で18万人を動員。全フランスの最大の関心事は、ジャン・フランコ・フェレの深紅のベルベット・ドレスで登場するシルヴィ・ヴァルタンを最高のセッティングでゲストに迎えたその歴史的シーンであり、本公演はテレビで生放送され又、その名場面は週刊誌『パリ・マッチ』（Paris Match）にクローズ・アップで掲載された。
2009年には66歳のメモリアル・コンサートをスタート、エッフェル塔を前に夜空に上がる花火と共に華々しくフリー・コンサートを開催、続いてスタッド・ド・フランスにてメガ・ショウを開催。ジョニーはこの後2009年9月のシルヴィ・ヴァルタンのパリ・オランピア劇場公演の第2部に連日ゲスト出演している。何処を見てもジョニー一色のパリであった。

## 私生活
1965年4月、21歳の時に20歳のシルヴィ・ヴァルタンと結婚するが15年後の1980年11月に離婚。その後、4度の結婚歴と多くの同棲生活歴がある。当初から無数の女性遍歴でフランスを代表する週刊誌『パリ・マッチ』の表紙を公私の話題で飾る。1996年にレティシアという21歳の若き女性と5度目の結婚をしてからは、2004年と2008年にベトナムから養子を迎えて安定した家族生活を送った。フランス、スイス、アメリカ西海岸等に住居や別荘を持つ。シルヴィ・ヴァルタンとはいつも身内同様で家族同士の付合いであった。実子は2人おり、シルヴィ・ヴァルタンとの一人息子でシンガーソングライターのダヴィド・アリディ（David Hallyday） と、1982年から1986年に同棲した女優のナタリー・バイとの一人娘で女優のローラ・スメット（Laura Smet、スメットはアリディの本名）である。
自動車好きであり、1967年のラリー・モンテカルロやヒルクライム競技に参戦した。2002年にはスーパープロダクションの日産・エクストレイルをドライブしてダカール・ラリーにも挑戦した（結果は規定時間外完走）。
2009年に大腸癌と診断され手術。2017年12月5日フランス時間22時10分に、マルヌ＝ラ＝コケットにて肺癌のため死去した。74歳没。葬儀は壮大なものとなり国葬レベルの警備がなされ、彼を偲ぶ数十万にも及ぶファンに見守られた。

## 主な出演作品
- 『パリジェンヌ』 - Les parisiennes (1961年)
- 『ジョニーはどこに』 - D'où viens-tu Johnny? (1963年)

歌：「さすらいのジョニー」（Pour moi la vie va commencer）、「マイ・ギター」など
- 『アイドルを探せ』 - Cherchez l'idole (1964年)
- 『すべてをぶちこわせ』 - A Tout Casser (1967年)
- 『スペシャリスト』 - Le spécialiste (1969年)
- 『冒険また冒険』 - L'aventure, c'est l'aventure (1972年)
- 『ジョニー・オン・ステージ』 - Johnny on Stage (1972年)
- 『ムッシュとマドモアゼル』 - Animal (1978年)
- 『ゴダールの探偵』 - Détective (1985年)
- 『ターミナス』 - Terminus (1986年)
- 『アイアン・トライアングル』 - The Iron Triangle (1988年)
- 『列車に乗った男』 - L'homme du train (2002年)
- 『クリムゾン・リバー2 黙示録の天使たち』 - Crimson Rivers II: Angels of the Apocalypse (2004年)
- 『ピンクパンサー2』 - The Pink Panther 2 (2009年)
- 『冷たい雨に撃て、約束の銃弾を』 - Vengeance (2009年)

## ディスコグラフィ
- フランス語版ディスコグラフィを参照 fr:Discographie de Johnny Hallyday